# باشگاه فوتبال یوگسلاویا
باشگاه فوتبال یوگسلاویا (انگلیسی: Sport Club Yugoslavia) یک باشگاه فوتبال در شهر بلگراد بود که در سال ۱۹۱۳ تأسیس و در سال ۱۹۴۵ منحل شد. این باشگاه سابقه ۲ قهرمانی در لیگ دسته اول فوتبال یوگسلاوی (۱۹۲۳–۱۹۴۰) را در کارنامه دارد.